# 黑鳍基齿鲨
半齒真鲨（学名：Carcharhinus hemiodon）为軟骨魚綱真鯊目真鲨科真鲨属的鱼类。被IUCN列為極危保育類動物，该物种分布于印度西太平洋區，從阿曼灣至巴基斯坦、斯里蘭卡、印度、印尼、越南、馬來西亞、中國南部、澳洲及巴布亞紐幾內亞海域，深度10至150公尺。该物种的模式产地在北部湾。本魚體格健壯成紡錘型，鼻子中等長而尖，眼睛圓且大，具有瞬膜，鼻孔前緣有一個狹窄的乳狀突起，嘴部拱型沒有明顯的皺紋，上顎和下顎兩側分別有14-15和12-14列齒，上顎牙兩側有鋸齒，下顎牙比上顎牙更窄、更直立，可能是光滑的，也可能是細鋸齒狀的。五對鰓縫相當長。胸鰭起源於第四對鰓縫下方，短而寬，呈鐮刀形，尖端尖，背鰭2個，第一背鰭高且呈鐮刀形，具有明顯長的後尖端，位於胸鰭基部的正後方。第二背鰭位於臀鰭之上或稍靠後。尾柄在上尾鰭的起點處有一個深的新月形凹口，不對稱的尾鰭具有發育良好的下葉和較長的上葉，在尖端附近的後緣有一個凹口。體上部灰色，下部白色，側面有明顯的淺色條紋。胸鰭、第二背鰭和下尾鰭葉的尖端為黑色，而第一背鰭和背鰭葉的邊緣為黑色，體長可達2公尺。棲息在大陸棚與島嶼棚，屬肉食性，可能以硬骨魚、甲殼類及頭足類為食，胎生，可做為食用魚。